# Triplochrysa kimminsi
Triplochrysa kimminsi is een insect uit de familie van de gaasvliegen (Chrysopidae), die tot de orde netvleugeligen (Neuroptera) behoort. 
Triplochrysa kimminsi is voor het eerst wetenschappelijk beschreven door New in 1980.